# Xã Mount Carroll, Quận Carroll, Illinois
Xã Mount Carroll (tiếng Anh: Mount Carroll Township) là một xã thuộc quận Carroll, tiểu bang Illinois, Hoa Kỳ. Năm 2010, dân số của xã này là 2.279 người.